# همه چیز تغییر کرده‌است
«همه چیز تغییر کرده‌است» (به انگلیسی: Everything Has Changed) تک‌آهنگی از هنرمند اهل ایالات متحده آمریکا تیلور سوئیفت و اد شیرن است.
این تک‌آهنگ در چارت‌های بریتانیا، اسکاتلند، ایرلند، جزو ده ترانه اول قرار گرفت.